# 塞庫耶尼鄉 (哈爾吉塔縣)

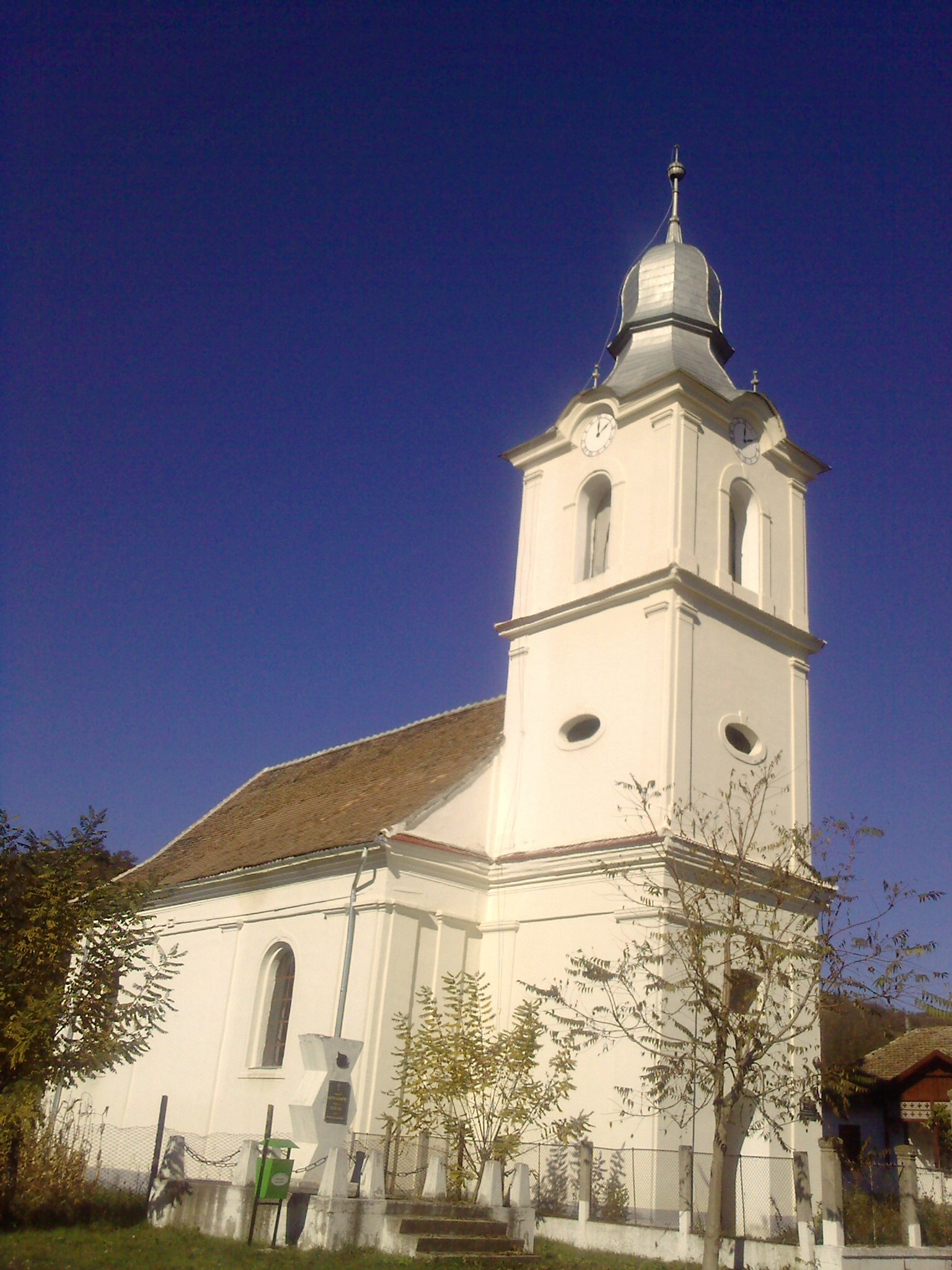

46°15′0″N 24°58′6″E / 46.25000°N 24.96833°E
塞庫耶尼鄉（羅馬尼亞語：Comuna Secuieni, Harghita），是羅馬尼亞的鄉份，位於該國中部，由哈爾吉塔縣負責管轄，面積40平方公里，海拔高度463米，2007年人口2,788，人口密度每平方公里69人。